# Honorio Rúa
Honorio Rúa Betancur (Medellín, 19 de diciembre de 1934) es un exciclista colombiano de pista y ruta. Corrió en 5 Vueltas a Colombia destacándose como un excelente pasista y velocista y representó a Colombia en los Juegos Olímpicos de Melbourne 1956 participando en la prueba de persecución por equipos.

## Palmarés
1954
- 2º en la prueba de persecución individual en Suramericano de Ciclismo[3]

1955
- 2º en la Vuelta a Colombia, más 1 etapa

1958
- 3º en la Vuelta a Colombia, más 1 etapa
- 2º en la Vuelta a Guatemala, más 1 etapa

1959
- 2º en la prueba de persecución por equipos en los Juegos Centroamericanos y del Caribe[4]
- 2º en la prueba de persecución individual en los Juegos Centroamericanos y del Caribe[5]
- 3º en la Vuelta a Colombia, más 1 etapa

## Equipos
- Antioquia-Coltejer (1955-1957)
- Antioquia-Camisas Don Félix (1959)